# Iqbal Khan (general)
Iqbal Khan, pakistanski general, * ?.
Khan je bil načelnik Združenega štaba Pakistanskih oboroženih sil med 1980 in 1984.